# Catedral de Changchung
A Catedral de Changchung é a catedral nominal do bispo católico romano de Pyongyang, na Coreia do Norte, localizada no bairro de Changchun em Songyo-guyok. É um dos únicos quatro locais de culto cristão oficiais em Pyongyang. Opera sob a Associação Católica Coreana.

## História
Antes da divisão da Coreia, Pyongyang era a cidade com o maior número de cristãos na Coreia e era conhecida como a "Jerusalém Coreana". Em 1945, quase 1/6 de seus cidadãos eram cristãos. Portanto, Pyongyang foi transformada na única diocese do norte da Coreia.
Após a divisão da Coreia, no entanto, o governo comunista de Kim Il-sung perseguiu os cristãos como colaboradores imperialistas e espiões; até o famoso nacionalista cristão Cho Man-sik, inicialmente mais influente que Kim, foi preso e fuzilado. Grande parte da comunidade católica foi morta ou presa, e muitas outras fugiram para o sul.
A catedral original, construída em tijolo vermelho no final do século 19, foi destruída na Guerra da Coreia pelas forças americanas. Antes, em 1949, o último bispo formal de Pyongyang, Francis Hong Yong-ho, havia sido preso pelo governo comunista; ele depois desapareceu.
Em 1988, uma nova catedral foi aberta em Pyongyang Oriental. Ao mesmo tempo, duas igrejas "protestantes" não denominacionais foram abertas em um esforço do governo para mostrar liberdade religiosa.

## Operação
A catedral é operada pela Associação Católica Coreana e não é afiliada à Santa Sé. Por causa das relações tensas com a Santa Sé, a catedral atualmente não tem bispo ou sacerdote. Também não há padre residente. As missas são realizadas na presença de clérigos estrangeiros.
Existe uma fábrica de macarrão associada à igreja que recebe apoio financeiro da Arquidiocese de Seul e dos coreanos americanos católicos.

## Galeria

Interior da catedral
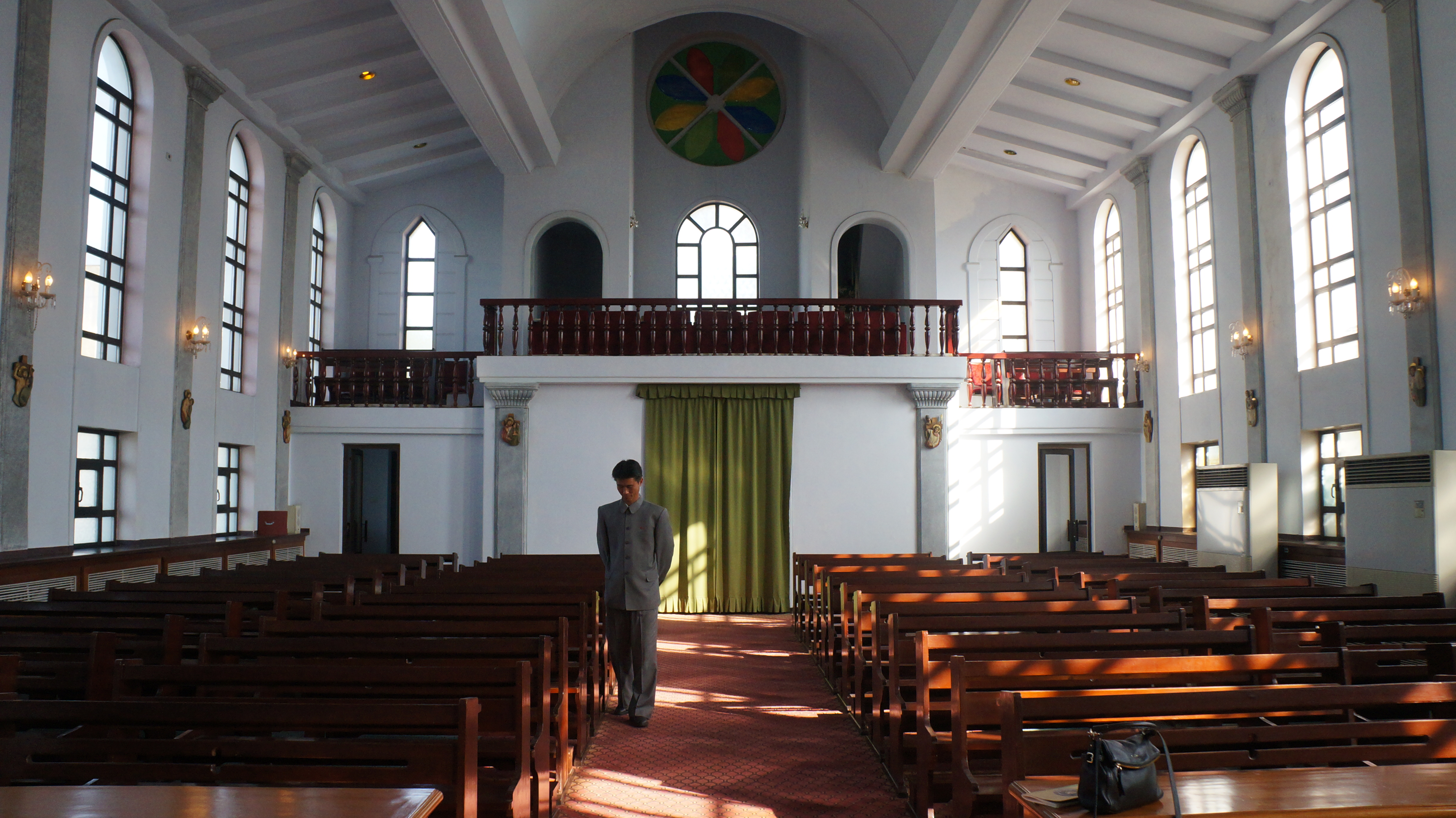
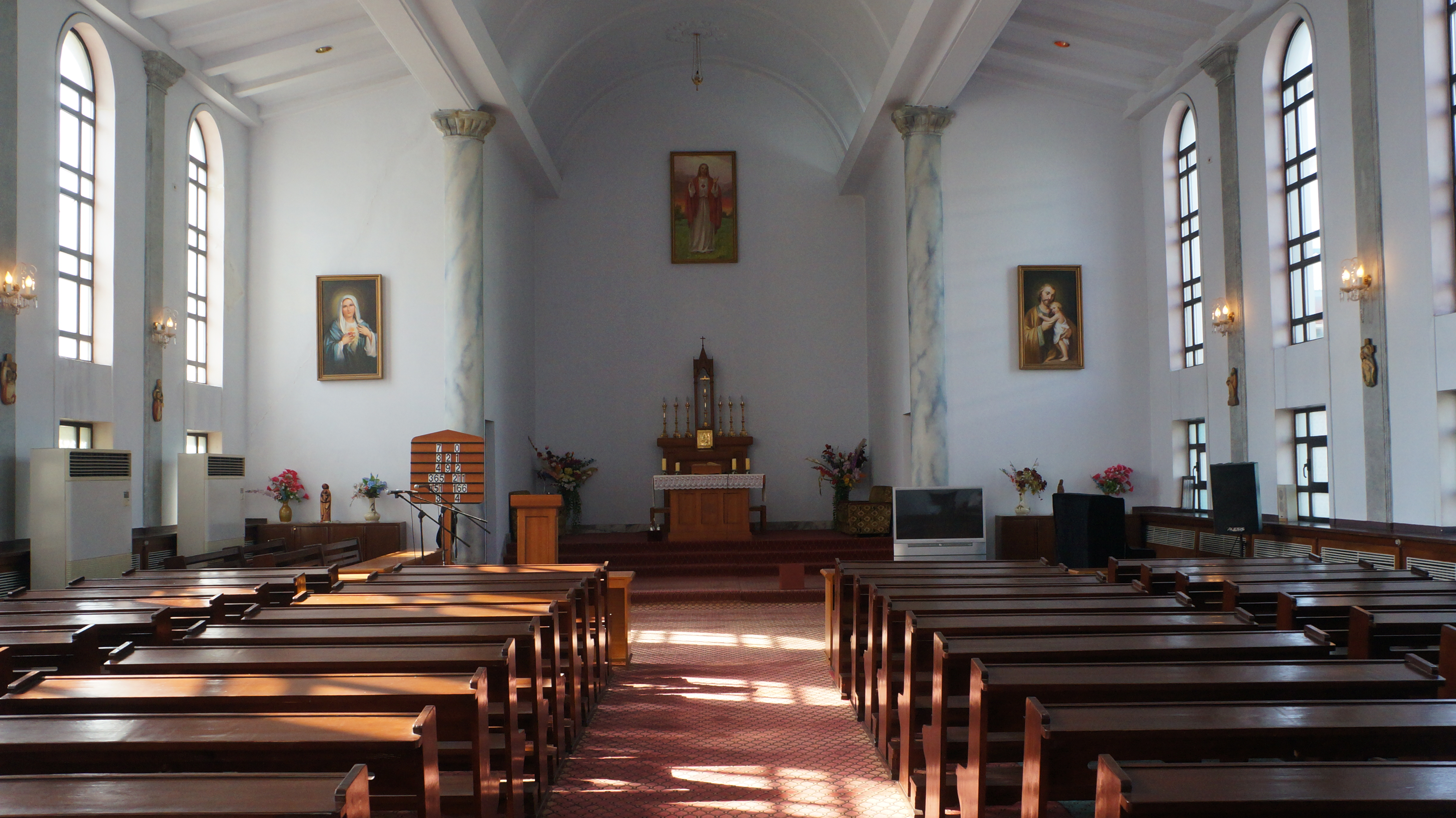
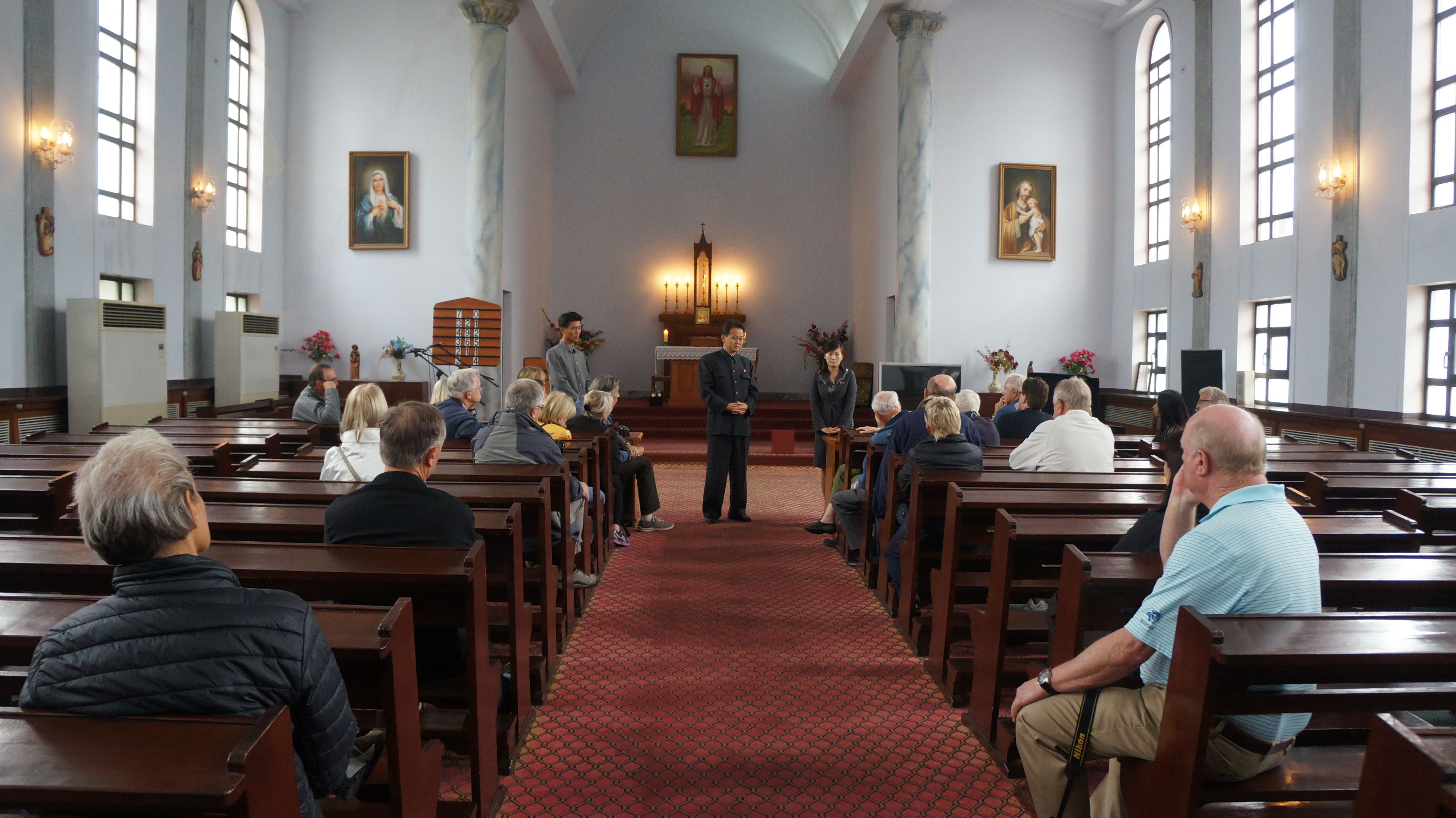